# Сокіл Андрій Олексійович
Андрій Олексійович Сокіл (31 жовтня 1962 року, с. Павлівка, Полтавська область) — український політик, кандидат юридичних наук (2003), член Партії регіонів; колишній народний депутат України.
Народився 31 жовтня 1962 року (с. Павлівка, Машівський район, Полтавська область); українець; дружина Алла Юріївна (1961) — економіст; дочка Ганна (1988); сини Антон (1992) і Андрій (2000).
Освіта: Харківський юридичний інститут (1984–1989); кандидатська дисертація «Податковий апарат УСРР в період непу (1921—1928 рр.)» (Національний університет внутрішніх справ, 2003).
Вересень 2007 року — кандидат в народні депутати України від Партії регіонів, № 242 в списку. На час виборів: народний депутат України, член ПР.
Народний депутат України 5-го скликання з грудня 2006 до листопада 2007 років від Партії регіонів, № 204 в списку. На час виборів: викладач Полтавського університету споживчої кооперації, член ПР. Член фракції Партії регіонів (з грудня 2006). Член Комітету з питань правової політики (з лютого 2007).
- Працював юрисконсультом, заступником начальника — начальником відділу податкових розслідувань, заступником начальника інспекції, заступником начальника — начальником управління аудиту Державної податкової інспекції в Полтавській області.
- З листопада 1996 року — заступник голови — начальник управління документальних перевірок юридичних осіб, з липня 1997 року — голова Державної податкової адміністрації в Полтавській області.
- Квітень 2002 — квітень 2003 роки — голова Державної податкової адміністрації в Одеській області.
- Серпень 2003 — червень 2004 роки — начальник Полтавського обласного управління юстиції.
- Червень 2004 — квітень 2005 роки — голова Державної податкової адміністрації в Полтавській області.
- Грудень 2005 — вересень 2006 роки — доцент кафедри правознавства Полтавського університету споживчої кооперації.
- З вересня 2006 року — голова Державної податкової адміністрації в Полтавській області.

Депутат Полтавської облради (з квітня 2006).
Державний радник податкової служби II рангу.
Орден «За заслуги» III ступеня (1998). Почесна грамота Кабінету Міністрів України (жовтень 2002). Почесний працівник податкової служби (1999). Орден Святого рівноапостольного князя Володимира Великого II ступеня (2002). Орден «За трудові досягнення» IV ступеня (Академічний рейтинг «Золота фортуна»). Медаль «5 років ДПА України». Заслужений юрист України (жовтень 2004).